# Sebastian Steinbach

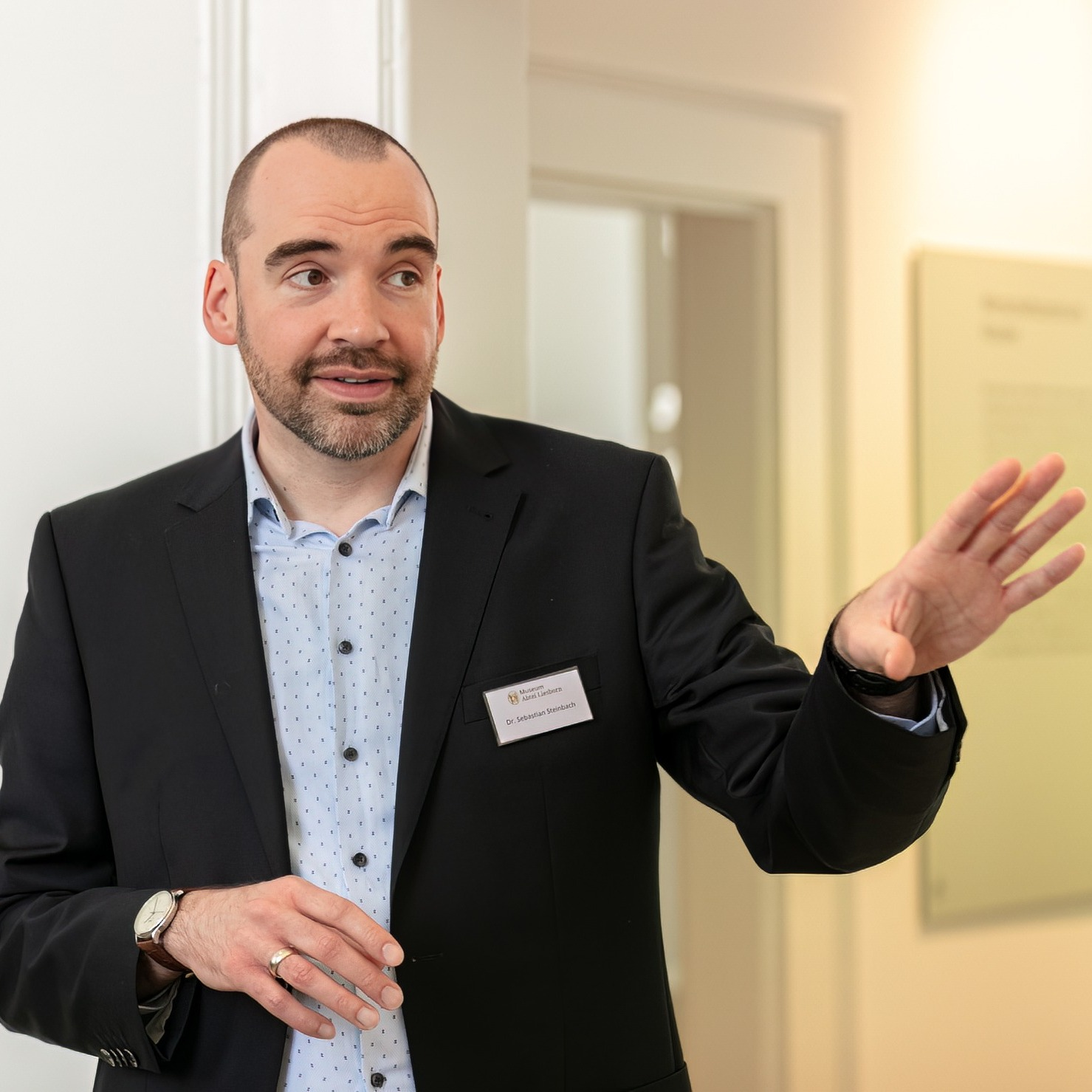
Sebastian Steinbach, 2025

Sebastian Steinbach (* 1978 in Berlin) ist ein deutscher Historiker und Numismatiker.

## Leben und Wirken
Sebastian Steinbach studierte von 1998 bis 2003 an der Humboldt-Universität zu Berlin Mittelalterliche Geschichte, Ältere deutsche Literatur und Sprache sowie Soziologie. Seine Magisterarbeit schrieb er über die Münzpolitik und Münzprägung Heinrichs II. (1002–1024). Von 2004 bis 2006 war er Stipendiat am MittelalterKolleg des „Instituts zur interdisziplinären Erforschung des Mittelalters und seines Nachwirkens“ (IEMAN) an der Universität Paderborn, wo er 2006 mit einer Dissertation zur Münzprägung und Geldwirtschaft der ostfränkisch-deutschen Klöster in ottonisch-salischer Zeit (911–1125) promoviert wurde.
Von 2006 bis 2016 arbeitete Sebastian Steinbach als Sachverständiger für Münzen und Medaillen des Mittelalters und der Frühen Neuzeit beim Auktionshaus Künker in Osnabrück. Dort bearbeitete er unter anderem die Universalsammlung mittelalterlicher Münzen von G. W. de Wit, die in drei Katalogen 2007/2008 versteigert wurde. Währenddessen übernahm er außerdem mehrere Lehraufträge für Mittelalterliche Geschichte und Historische Hilfswissenschaften an der Universität Osnabrück, der Westfälischen Wilhelms-Universität Münster und der Fernuniversität in Hagen.
2015 habilitierte sich Steinbach an der Universität Osnabrück mit einer Arbeit zu Münzen als wirtschaftshistorische Quelle zur Ethnogenese und Identität des spanischen Westgotenreiches und erhielt die Venia legendi für Mittelalterliche Geschichte. Es folgten Lehrstuhlvertretungen für Mittelalterliche Geschichte und Historische Hilfswissenschaften an den Universitäten von Münster (2016) und Heidelberg (2018/2019) sowie für Wirtschafts- und Sozialgeschichte an der Universität Osnabrück (2016–2018).
Von 2019 bis 2021 war er Kurator des Münzkabinetts am Landesmuseum Hannover – Das WeltenMuseum sowie Vertreter des Landes Niedersachsen in der Numismatischen Kommission der Länder in der Bundesrepublik Deutschland und seit Ende Februar 2021 dort stellvertretender Vorsitzender der Kommission. 2021 übernahm er die Leitung des Museums Abtei Liesborn. Ende 2022 erfolgte die Umhabilitation an die Universität Münster mit Erweiterung der venia legendi um das Fach Historische Hilfswissenschaften.
Im April 2023 wurde er zum ordentlichen Mitglied der Historischen Kommission für Westfalen gewählt. Er lehrt als Privatdozent Mittelalterliche Geschichte an der Universität Osnabrück sowie als Lehrbeauftragter Historische Hilfswissenschaften an der Georg-August-Universität Göttingen. Zudem ist er Lehrbeauftragter am Historischen Seminar an der Abteilung für Westfälische Landesgeschichte am Historischen Seminar der Universität Münster. Er ist unter anderem Mitglied im Mediävistenverband und im Deutschen Hochschulverband.
Im Wintersemester 2018/2019 waren seine Forschungsschwerpunkte an der Universität Heidelberg Wirtschafts- und Sozialgeschichte sowie Münz- und Geldgeschichte (Numismatik) des Mittelalters. Zudem die Wirtschafts- und Sozialgeschichte von der Spätantike bis zum Beginn der Frühen Neuzeit (ca. 400–1600), die wirtschaftliche und soziale Transformations- und Austauschprozesse an der geographischen Peripherie des europäischen Mittelalters, das Deutsche Reich und die Iberische Halbinsel im Mittelalter und die Historischen Grundwissenschaften (insbesondere Numismatik, Heraldik, Sphragistik, und Historische Bildwissenschaften).
Im Jahr 2018 erhielt Sebastian Steinbach den Ehrenpreis der Gesellschaft für Internationale Geldgeschichte (GIG) sowie den Walter-Hävernick-Preis für seine Habilitationsschrift.
Steinbach wohnt in Osnabrück. Er ist (Stand 2022) verheiratet und Vater eines Sohnes.

## Schriften (Auswahl)
Monografien
- Numismatik: Eine Einführung in Theorie und Praxis, Stuttgart 2021. ISBN 978-3-17-041008-4
- Einführung in die Wirtschaftsgeschichte. Band 3: Mittelalter, Stuttgart 2021. ISBN 978-3-17-036716-6
- Imitation, Innovation und Imperialisierung – Geldwesen und Münzprägung als wirtschaftshistorische Quellen zur ethnischen Identität und Herrschaftsorganisation des spanischen Westgotenreiches (ca. 572–714) (Geschichte und Kultur der Iberischen Welt, Band 11), Berlin 2017. ISBN 978-3-643-13640-4
- Das Geld der Nonnen und Mönche. Münzrecht, Münzprägung und Geldumlauf der ostfränkisch-deutschen Klöster in ottonisch-salischer Zeit (ca. 911–1125), Berlin 2007. ISBN 978-3-86624-233-3